# شهرستان العرش
ناحیهٔ العرش (به عربی: مدیریة العرش) یک ناحیه در یمن است که در شهر البیضاء واقع شده‌است.

## خصوصیات
ناحیهٔ العرش ۴۵٬۷۷۳ نفر جمعیت دارد.